# Achlatjan
Achlatjan – wieś w Armenii, w prowincji Sjunik. W 2011 roku liczyła 535 mieszkańców.